# 刘易斯·亚当斯

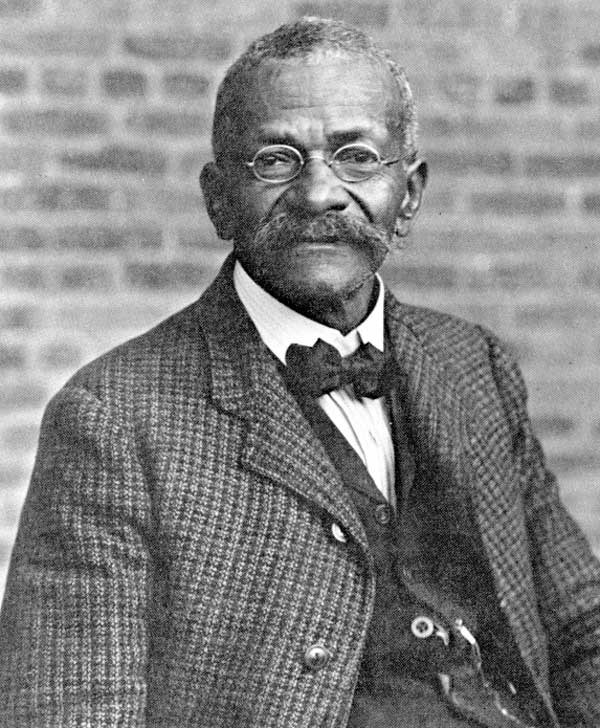
刘易斯·亚当斯

刘易斯·亚当斯（Lewis Adams，1842年-1905年）曾是美国亚拉巴马州梅肯县得一名黑人奴隶，获得自由后创办了一所师范学校，即今天的塔斯基吉大学。
他的早年生活很少为人所知。他没有受过正规教育，但是能够读、写、说几种语言。他曾经做过洋铁匠、马具制造者、和鞋匠。他的妻子名叫莎拉·亚当斯，他们共有16个子女。他也是该县公认的黑人领袖。
亚当斯特别关心，没有教育，新近取得自由的奴隶及其后代都将无法养活自己。但在当时没有一个机构教给他们基本的技能。